# Mikel Azurmendi
Mikel Azurmendi Intxausti (San Sebastián, Guipúzcoa, 10 de diciembre de 1942 - 6 de agosto de 2021) fue un antropólogo, escritor, traductor y profesor universitario español. Fue uno de los fundadores de ¡Basta ya! y el Foro de Ermua.

## Biografía
Nacido en San Sebastián en 1942, fue militante de la primera Euskadi ta Askatasuna (ETA) durante los años 60, pero abandonó la organización tras ser derrotada su alternativa de dejar la violencia y transformarse en un partido obrero. A partir de entonces evolucionaría a tesis antinacionalistas en torno a la revista Saioak, de la que fue uno de sus principales teóricos. Licenciado en Filosofía por la Universidad de la Sorbona de París, fue, asimismo, profesor de esa universidad durante sus años de exilio. Tras su regreso a España se postuló en contra de la Constitución y el Estatuto de Autonomía del País Vasco por considerar «que había fuerza para exigir más», por ejemplo, la condena explícita de la acción violenta en todas las retaguardias durante la guerra civil. También fue doctor en Filosofía por la Universidad del País Vasco (UPV).
Con el segundo gobierno de Aznar fue presidente del Foro para la Integración Social de los Inmigrantes (FISI); también fue director del Instituto Cervantes de la ciudad marroquí de Tánger.
Fue el primer portavoz del Foro de Ermua y fundador de ¡Basta Ya!. Estuvo amenazado de muerte por la banda terrorista ETA debido a su postura crítica con el nacionalismo vasco y su entorno, así como por su compromiso firme contra la violencia y el terrorismo en el País Vasco. Tras dos intentos de atentado y las constantes amenazas de ETA, abandonó temporalmente su plaza de profesor de antropología en la Universidad del País Vasco marchándose a Estados Unidos donde trabajó en la Cornell University. En el año 2002 fue uno de los 42 profesores de la UPV que firmaron un manifiesto denunciando que en esta actuaba una «red mafiosa que apoya, justifica y explota el terrorismo en su propio beneficio, sin que su colaboración con ETA haya sido perseguida como se debe».
Fue Premio Hellman/Hammet en 2000, nominado por Human Rights Watch, y también IV Premio a la Convivencia en 2001, por la Fundación Miguel Ángel Blanco.

## Obra en castellano

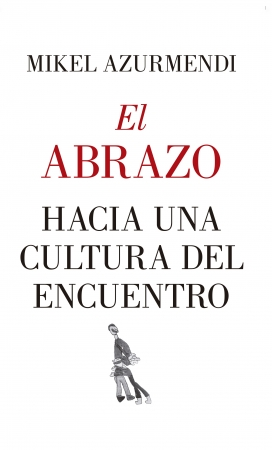
Ed. Almuzara 2018.

- Ed. Almuzara 2018.El otro es un bien. (Amazon 2020) Su postrera lección de antropología. L'altro è un bene (Amazon 2021, trad. Chiara Serafini)
- El abrazo. Hacia una cultura del encuentro. (Almuzara 2018) Crónica etnográfica que le llevó a convertirse al cristianismo.[9] L'Abbraccio: Verso una cultura dell'incontro (BUR Biblioteca Univ. Rizzoli 2020, trad. Chiara Serafini, Ilaria Folli)

- El relato vasco (Almuzara 2017) Ensayo
- En el requeté de Olite (Almuzara 2016) Novela
- Ensayo y error. Una autobiografía, las memorias de un vasco proscrito. (Almuzara 2016) Ensayo
- No todo son cuentos Marruecos (Hiria 2015) Novela
- Las brujas de Zugarramurdi (Almuzara 2013) Ensayo antropología
- Las maléficas (Hiria 2012) Novela
- El hijo del pelotari ha salido de la cárcel (Hiria 2011) Novela
- Melodías vascas (Hiria 2011) Novela
- Vademécum del ciudadano: para andar por la nación como por casa (Hiria 2011) Ensayo
- Tango de muerte (El Cobre 2008) Novela
- Todos somos nosotros (Taurus Pensamiento, 2003) Ensayo
- Estampas de El Ejido Un reportaje sobre la integración del inmigrante.(Taurus Pensamiento, 2001) Reportaje
- Y se limpie aquella tierra. Limpieza étnica y de sangre en el País Vasco, siglos XVI-XVIII. (Taurus Pensamiento, 2000) Ensayo antropología
- La herida patriótica. La cultura del nacionalismo vasco. (Taurus Pensamiento, 1998) Ensayo antropología
- Nombrar, embrujar. Para una historia del sometimiento de la cultura oral en el País Vasco. (Alberdania, 1993) Ensayo antropología

### Artículos de revistas
- Dios en el encuentro (Claves de razón práctica, N.º 264, 2019)
- La España inmigrada (Letras libres, N.º. 66, 2007, pags. 10-14)
- Savater te lleva de viaje (Claves de razón práctica, N.º 154, 2005, pags. 78-79)
- Diez tesis sobre el multiculturalismo (Cuadernos de pensamiento político FAES, N.º. 8, 2005, pags. 97-112)
- Los derechos y la integración social de los inmigrantes en Europa (Estudios de derecho judicial, N.º. 81, 2005 (Ejemplar dedicado a: Hacia un derecho unitario europeo en materia de extranjería), pags. 101-111)
- Cultura, desarrollo, inmigración: Notas para un debate sobre las relaciones con el Magreb (Persona y derecho: Revista de fundamentación de las Instituciones Jurídicas y de Derechos Humanos, N.º. 49, 2003 (Ejemplar dedicado a: Inmigración y Tolerancia), pags. 95-106)
- Repercusiones de la inmigración en España (A distancia, N.º 3, 2003, pags. 38-46)
- Inmigración e identidad ciudadana (Claves de razón práctica, N.º 128, 2002, pags. 21-30)
- Migraciones, cultura democrática y multiculturalismo (Estudios de derecho judicial, N.º. 41, 2002 (Ejemplar dedicado a: Inmigración y Derecho / Jesús Ernesto Peces Morate (dir.)), pags. 95-126)
- Qué fue a hacer estampas en El Ejido (Mediterráneo económico, N.º. 1, 2002 (Ejemplar dedicado a: Procesos migratorios, economía y personas / coord. por Manuel Pimentel Siles), pags. 362-383)
- Inmigración y conflicto en El Ejido (Claves de razón práctica, N.º 116, 2001, pags. 8-17)
- De la totalidad del totalitarismo, ¿hay razones para calificar hoy de fascista al nacionalismo vasco? (Fundamentos de antropología, N.º. 10-11, 2001, pags. 38-57)
- La resacralización del nacionalismo vasco (Claves de razón práctica, N.º 101, 2000, pags. 71-79)
- Pío Baroja, literatura y construcción de sí mismo como paisaje moral (Revista de antropología social, N.º 7, 1998 (Ejemplar dedicado a: La Generación del 98), pags. 149-175)
- Vasco que, para serlo, necesita enemigo (Claves de razón práctica, N.º 70, 1997, pags. 36-43)
- Vive memor! no olvides (Anales de la Fundación Joaquín Costa, N.º 14, 1997, pags. 225-232)
- Etnicidad y violencia en el suelo vasco (Claves de razón práctica, N.º 43, 1994, pags. 28-43)
- Homo Homini lupus: la guerra en la literatura antropológica (Claves de razón práctica, N.º 19, 1992, pags. 52-56)

### Colaboraciones en obras colectivas
- Diferencia y derecho a la diferencia: la igualdad como solidaridad (Ciudadanía y memoria de libertad, 2005, pags. 13-25)
- Migraciones y cultura democrática (Inmigración y ciudadanía : perspectivas sociojurídicas / coord. por José María Martínez de Pisón Cavero, Joaquín Giró Miranda, 2003, pags. 61-76)
- Unas Propuestas de Integración Social de los Inmigrantes (Sociedad civil e inmigración / coord. por Vicente Garrido Mayol, 2003, pags. 67-76)
- La brujería como aquelarre (Tradición oral, 1999, pags. 109-152)
- Etnicidad y violencia en el suelo vasco (Etnicidad y violencia / José Antonio Fernández de Rota y Monter (ed. lit.), 1994, pags. 77-100)
- Mito y realidad en la novela contemporánea (Mito y realidad en la novela actual : VII Encuentro de escritores y críticos de las letras españolas, 1992, pags. 35-42)

### Traducciones
- Jende ona nekez da aurkitzen; Flannery O'Connor (1985, Baroja)
- Ihauterietako erokeriak; Pio Baroja (1986, Baroja)